# Regio 2N
De Regio 2N is een type dubbeldekker-treinstel van de Franse regio's voor hun TER-diensten, gebouwd door Bombardier in Crespin. De eerste treinen zijn in 2014 in dienst gekomen.

## Varianten
Tien Franse regio's hebben varianten van de Regio 2N besteld. Het contract bood een optie tot de uitbreiding van het contract tot 860 treinstellen. Uiteindelijk zijn er 555 besteld.
Er zijn vijf verschillende lengte-varianten gaande van zes tot tien bakken, waardoor een treinstel 81 tot 135 meter lang is.
De binneninrichting bestaat in drie varianten:
- voorstedelijk met grote capaciteit (2+3 stoelen naast elkaar)
- regionaal (2+2 stoelen naast elkaar) voor de middellange afstand
- intercity-variant Omneo Premium (2+2 in 2e klasse en 1+2 in 1e klasse), bestemd voor de TER-langeafstandsverbindingen (vooral naar Parijs) en de Intercités

De volgende series bestaan, met het aantal treinstellen: 
- Z 55500, 160 km/h: 156
- Z 56300, 160 km/h kort, 1,5 kV: 42
- Z 56500, 200 km/h lang: 13
- Z 56600, 200 km/h extra-lang Normandië: 40
- Z 56700, 200 km/h lang Centre-Val de Loire: 32
- Z 56800, 200 km/h extra-lang Normandië Citi: 6
- Z 57000, 160 km/h Transilien: 145
- Z 59000, Transdev Marseille-Nice: 0

Sommige varianten hebben een maximumsnelheid van 160 km/h, anderen een maximumsnelheid van 200 km/h.